# Acacia subtessarogona
Acacia subtessarogona é uma espécie de leguminosa do gênero Acacia, pertencente à família Fabaceae.